# أدولفو ليون غوميز
أدولفو ليون غوميز (بالإسبانية: Adolfo León Gómez) هو كاتب كولومبي، ولد في 19 سبتمبر 1857 في Pasca ‏ في كولومبيا، وتوفي في 9 يونيو 1927 في Agua de Dios ‏ في كولومبيا.